# Ngọc Hiệp
Ngọc Hiệp là một phường cũ thuộc thành phố Nha Trang, tỉnh Khánh Hòa, Việt Nam.

## Địa lý và dân số
Phường Ngọc Hiệp có diện tích 3,62 km². Phường Ngọc Hiệp có vị trí địa lý:
- Phía Đông giáp phường Phương Sơn, Phương Sài.
- Phía Tây giáp xã Vĩnh Ngọc, Vĩnh Hiệp.
- Phía Nam giáp phường Phước Hải.
- Phía Bắc giáp phường Vĩnh Phước, Vĩnh Hải và xã Vĩnh Ngọc.

Dân số phường Ngọc Hiệp tính đến tháng 9/2019 là 20.420 người.

## Lịch sử
- Ngày 5 tháng 6 năm 1971, chính quyền Việt Nam Cộng hòa chia thị xã Nha Trang (cũ) thành 11 khu  phố, trong đó khu phố Ngọc Hiệp thuộc quận 1.

- Tháng 9/1975, hợp nhất quận 1 và quận 2 thành thị xã Nha Trang (bao gồm phường Ngọc Hiệp).[3]

## Kinh tế
Ngành nghề kinh doanh chủ yếu của phường Ngọc Hiệp bao gồm: buôn bán, chăn nuôi, soi biển, nghề thủ công,...